# Daniel Pearl
Daniel Pearl (10. října 1963 Princeton, New Jersey, USA – 21. února 2002 Karáčí, Sindh, Pákistán) byl novinářem pro The Wall Street Journal. Počátkem roku 2002 byl unesen a zavražděn teroristy v Pákistánu.

## Život
Daniel Pearl se narodil 10. října 1963 v Princetonu v New Jersey Judeovi a Ruth Pearlové (za svobodna Rejwan). Jeho otec je historik polského židovského původu a jeho matka irácká Židovka, jejíž rodinu zachránili před Farhudem (pogromem) muslimští sousedé. Vyrůstal v Los Angeles, kde projevil svůj zájem o hudbu, akademické prostředí a sport. Hudba se ukázala být nezbytnou výrazovou součástí Pearla a dovedla ho k členství v několika hudebních skupinách po celém světě, kde improvizoval na elektrické housle a mandolínu.
Na Stanfordově univerzitě spoluzaložil studentské noviny Stanford Commentary. Absolvoval v roce 1985 s Phi Beta Kappa vyznamenáním a následně strávil léto jako stipendista Pulliam Fellow na Indianapolis Star, předtím než vstoupil do North Adams Transcript a The Berkshire Eagle. Po několika letech se přesunul do The San Francisco Business Times a během pár týdnů se stal členem The Wall Street Journal v roce 1990. Daniel začal v The Wall Street Journal v atlantské pobočce a postupně se přesunul do washingtonské a londýnské pobočky, jako dopisovatel Středního východu. Poté, co se v roce 1998 seznámil s Mariane, odstěhoval se do Paříže, kde se o rok později vzali.
V říjnu 2002 se přestěhovali do Bombaje, kde se Pearl stal vedoucím jihoasijské pobočky The Wall Street Journal. Pearl psal jak zábavné články, tak investigativní reportáže. Odhalil, že USA bombardovaly súdánské farmaceutické závody v Chartúmu a praní peněz al-Káidy prostřednictvím Tarzanitského trhu klenotů.
V Bombaji psal Pearl o „Válce proti teroru“ a příležitostně cestoval do Pákistánu. Hledal stopy „shoe bombera“ Richarda Reida a doufal, že se setká se Sheikem Glanim, duchovním vůdcem. 23. ledna 2002 byl Pearl v Karáčí unesen. Několik týdnů uplynulo bez jakýchkoli zpráv o jeho osudu; jeho smrt byla potvrzena 21. února 2002. Čtyři z únosců byli odsouzeni 15. července 2002, včetně vůdce šejka Omara Saeeda Sheika.
Dva dny před svým únosem se Pearl dozvěděl, že jeho žena Mariane očekává chlapce, pro kterého vybral jméno Adam. V květnu, tři měsíce po jeho vraždě, Marianne Pearlová porodila Adama.
Po jeho vraždě Pearlova rodina a přátelé založili The Daniel Pearl Foundation, která nese dál jeho odkaz pomoci hudby a slova k řešení příčin nenávisti. Kniha At Home in the World publikovaná v červnu 2002, obsahuje padesát Pearlových nejlepších článků. Projekty „MAKANNA“ a „Duo Brikcius – 2 Cellos Tour“ se konají v rámci Daniel Pearl World Music Days.